# Lista jocurilor video: D-H
Aceasta este o listă alfabetică de jocuri video, care conține jocurile de la D la H
- Jocuri video A-C
- Jocuri video D-H
- Jocuri video I-O
- Jocuri video P-S
- Jocuri video T-Z

## D

### D-Da
- D
- D2
- The Dagger of Amon Ra
- Daikatana
- Dance Aerobics
- Dance Dance Revolution: seria (Konami, 1998)
- Dance With Intensity (2001)
- Dance Praise
- Dancing Stage : seria
- Dare Devil Dennis
- Darius
- Dark Age of Camelot
- Dark Castle : seria (Silicon Beach Software, 1986)
- Dark Cloud
  - Dark Chronicle (Dark Cloud 2)
  - Dark Cloud 3
- Dark Colony (RTS, GameTek, 1997)
- Darklands
- Dark Reign (Activision, 1997)
- Dark Reign 2
- Darkstalkers : seria
- Darkstone
- Darksouls
- Darwinia
- Dave Mirra Freestyle BMX
- Day of Defeat
- Day of Defeat: Source
- Day of the Tentacle

### De-Di
- Dead or Alive : seria
  - Dead or Alive
  - Dead or Alive 2
  - Dead or Alive Ultimate
  - Dead or Alive 3
  - Dead or Alive 4
  - Dead or Alive Xtreme Beach Volleyball
  - Dead or Alive Xtreme 2
  - Dead or Alive: Code Chronos
- Dead Rising
- Deadline (Infocom, 1982)
- Deadly Rooms Of Death
- Death Rally (Remedy, 1996)
- Deathkarz
- Deathlord
- Decision in the Desert
- Deer Avenger (series)
- Deer Hunter : seria
- Defender (1982)
- Defender of the Crown
- Delta
- Deluxe Snake
- Democracy Game
- Descent (1995)
- Descent 2
- Descent 3
- Destroy All Humans! (2005)
- Destroy All Humans! 2 (2006)
- Deus (Silmarils, 1996)
- Deus Ex (Ion, 2000)
  - Deus Ex: Invisible War (2003)
- Devet
- Devil May Cry
- Devil May Cry 2
- Devil May Cry 3: Dante's Awakening
- Dexter's Laboratory: Robot Rampage
- D/Generation
- Diablo : seria
  - Diablo
    - Diablo: Hellfire

  - Diablo II
    - Diablo II: Lord of Destruction
- Die Hard: Nakatomi Plaza

- The Dig (1995)

- Digger
- Dig Dug
  - Dig Dug 2
- DinoHunters
- Disaster Report
- Disaster on Deneb
- Disciples: Sacred Lands
- Disciples II: Dark Prophecy
- Disposable Hero
- Dizzy : seria

### Dn-Dy
- Dnafight
- Dofus
- Donald Duck Goin' Quackers
- Donald Duck's Playground (Sierra Entertainment, 1984)
- Donkey Kong : seria
  - Diddy Kong Racing (N64)
  - Donkey Kong (Arcade/NES/Classic NES Series GBA)
  - Donkey Kong (GB)
  - Donkey Kong-e
  - Donkey Kong 3
  - Donkey Kong 3-e
  - Donkey Kong 64 (Nintendo 64, 1999)
  - Donkey Kong Classics (NES)
  - Donkey Kong Country (SNES/GBC)
  - Donkey Kong Country 2: Diddy's Kong Quest (SNES/GBA)
  - Donkey Kong Country 3: Dixie Kong's Double Trouble! (SNES)
  - Donkey Kong Country Returns (Nintendo Wii)
  - Donkey Kong Country Returns: Tropical Freeze (Nintendo Wii U/Nintendo Switch)
  - Donkey Kong Jr. (Arcade, NES)
  - Donkey Kong Jr.-e
  - Donkey Kong Jr. Math (NES)
  - Donkey Kong Jungle Beat
  - Donkey Kong Land (GB)
  - Donkey Kong Land 2
  - Donkey Kong Land 3
  - Donkey Konga (GCN)
  - Donkey Konga 2
- Dominions II: The Ascension Wars (Illwinter, 2003)
- Doshin the Giant (Nintendo Gamecube, 2002)
- Doom : seria
  - Doom
  - Doom 2
  - Final Doom
  - Doom 64
  - Doom 3
  - Doom 3: Resurrection of Evil
  - Doom RPG
- Double Dare
- Double Dragon : seria
- Dr. Blob's Organism
- Dr. Mario
- Draconus
- Dragon Breed
- Dragon Quest : seria (Dragon Warrior : seria)
  - Dragon Quest (Dragon Warrior)
  - Dragon Quest II (Dragon Warrior II)
  - Dragon Quest III (Dragon Warrior III)
  - Dragon Quest IV (Dragon Warrior IV)
  - Dragon Quest V
  - Dragon Quest VI
  - Dragon Quest VII (Dragon Warrior VII)
  - Dragon Quest VIII: Journey of the Cursed King
- Dragon's Lair
- DragonStrike
- Drakan: Order of the Flame
- Drakan: The Ancients' Gates
- Drake of the 99 Dragons (Xbox)
- Drakengard
- Drakkhen
- Dreamhold, the (Andrew Plotkin, 2004)
- Driver : seria
- Druid
- Druid II: Enlightenment
- Duck Hunt
- DuckTales (Capcom, 1989)
- Duke Nukem 3D : seria
- Dune II : seria (1992, 1998, 2001)
- Dungeon (Infocom, 1979)
- Dungeon Crawl (1997)
- Dungeon Keeper : seria
- Dungeon Master (FTL, 1987)
- Dungeon Master: Theron's Quest (FTL)
- Dungeon Master II: The Legend of Skullkeep (FTL, 1993)
- Dungeon Siege : seria
- Dungeons of Daggorath (DynaMicro, 1982)
- Dynasty Warriors : seria
  - Dynasty Warriors
  - Dynasty Warriors 2
  - Dynasty Warriors 3
  - Dynasty Warriors 3 Xtreme Legends
  - Dynasty Warriors 4
  - Dynasty Warriors 4 Xtreme Legends
  - Dynasty Warriors 5

## E
- EA Sports NHL : seria
- Earl Weaver Baseball (1986)
- Earth 2150 (late 1990s)
- EarthBound (aka Mother 2)
- Earth Defense Force
- Earthworm Jim : seria
- Eastern Front
- Earth Siege : seria
- Earth's Special Forces
- Ecks V Sever
- Ehrgeiz (1998)
- Einhander
- El Matador
- Elasto Mania
- Elden Ring
- The Elder Scrolls : seria
  - The Elder Scrolls: Arena
  - The Elder Scrolls 2: Daggerfall
  - The Elder Scrolls 3: Morrowind
  - The Elder Scrolls 3: Bloodmoon
  - The Elder Scrolls 3: Tribunal
  - The Elder Scrolls 4: Oblivion
- Elevator Action (Taito, 1983)
- Elfland (Carl Erikson, 1992)
- Elite
- Elvira: Mistress of the Dark : seria (Horrorsoft, 1990)
- Elysaria
- E-Motion
- Emlyn Hughes International Soccer
- Empire : seria
- Enzai
- Energy Czar
- Escape from the Planet of the Robot Monsters (Atari Games, 1989)
- Escape Velocity : seria
  - Escape Velocity
  - EV Override
  - EV Nova
- ESPN : seria
  - ESPN Final Round Golf 2002
- E.T. (1983)
- Eternal Champions (1993)
- Eternal Eyes (2000)
- Ethnic Cleansing
- E-Type
- Eureka!
- Europa Universalis : seria
- Europe Ablaze
- EVE Online
- Evernight
- EverQuest
- Everyone's A Wally
- Everything or Nothing
- Evo" search For Eden
- Excitebike (NES, GBA Classic NES : seria)
- Excitebike-e
- Exile
- Exile
- Exile
  - Exile: Escape from the Pit
  - Exile II: Crystal Souls
  - Exile III: Ruined World
  - Blades of Exile
- Eye of Horus (Dentons, 1989)
- Eye of the Beholder : seria (Westwood Studios)

## F
- F-14 Tomcat
- F-15 Strike Eagle : seria
- F-19 Stealth Fighter (1988)
- F/A-18 Hornet
- F1 1999, 2000, 2001, 2002, F1 Challenge '99-'02 and F1 Career Challenge
- Faces of War
- Fade (un joc de aventură point-and-click pentru Pocket PC)
- Fade to Black
- The Fairly OddParents Shadow Showdown
- The Fairly OddParents: Breakin' Da Rules
- Falcon
- Fallout: seria
  - Fallout
  - Fallout 2
  - Fallout Tactics
  - Fallout 3
- Fantasy General
- Fantasy Zone
- Far Cry
- Far Cry Instincts
- Far Cry 2
- Farmer's Daughter
- Fatal Racing
- Fate
- F.E.A.R.
- Feel the Magic: XY/XX
- Feet of Fury
- Ferazel's Wand
- Fester's Quest
- FIFA : seria
- Fighter Ace
- Final Fantasy : seria
  - Final Fantasy
  - Final Fantasy II
  - Final Fantasy I-II
    - Final Fantasy I & II: Dawn of Souls
    - Final Fantasy Origins

  - Final Fantasy III
    - Final Fantasy III remake

  - Final Fantasy IV
  - Final Fantasy V
  - Final Fantasy VI
  - Final Fantasy Collection
    - Final Fantasy Chronicles
    - Final Fantasy Anthology

  - Final Fantasy VII
  - Compilation of Final Fantasy VII
    - Before Crisis -Final Fantasy VII-
    - Crisis Core -Final Fantasy VII-
    - Dirge of Cerberus -Final Fantasy VII-
    - Dirge of Cerberus Lost Episode -Final Fantasy VII-
    - Final Fantasy VII Snowboarding

  - Final Fantasy VIII
  - Final Fantasy IX
  - Spira saga
    - Final Fantasy X
    - Final Fantasy X-2

  - Vana'diel saga
    - Final Fantasy XI
    - Final Fantasy XI: Chains of Promathia
    - Final Fantasy XI: Rise of the Zilart
    - Final Fantasy XI: Treasures of Aht Urhgan

  - Final Fantasy XII
  - Ivalice Alliance
    - Final Fantasy Tactics: The Lion War
    - Final Fantasy Tactics Advance
    - Final Fantasy Tactics A2 Fūketsu no Grimoire
    - Final Fantasy XII Revenant Wings

  - Fabula Nova Crystallis Final Fantasy XIII
    - Final Fantasy XIII
    - Final Fantasy Agito XIII
    - Final Fantasy Versus XIII
    - Final Fantasy Haeresis XIII

  - Final Fantasy Adventure (Seiken Densetsu: Final Fantasy Gaiden)
  - Final Fantasy Crystal Chronicles
    - Final Fantasy Crystal Chronicles: Ring of Fates
    - Final Fantasy Crystal Chronicles: The Crystal Bearers

  - Final Fantasy Legend : seria (SaGa : seria)
    - Final Fantasy Legend (Makai Toshi SaGa)
    - Final Fantasy Legend II (SaGa 2)
    - Final Fantasy Legend III (SaGa 3)

  - Final Fantasy Mystic Quest
- Final Fight : seria
  - Final Fight
  - Final Fight One
- Final Lap
- Fire & Ice (Graftgold, 1993)
- Fire Brigade
- Fire Emblem : seria
  - Fire Emblem (Game Boy Advance, 2003)
  - Fire Emblem Awakening (Nintendo 3DS, 2013)
  - Fire Emblem Fates (Nintendo 3DS, 2016)
  - Fire Emblem: The Sacred Stones (Game Boy Advance, 2005)
  - Fire Emblem: Three Houses (Nintendo Switch, 2019)
  - Fire Emblem: Path of Radiance (Nintendo Gamecube, 2005)
  - Fire Emblem: Akatsuki no Megami (Wii, 2007)
- FireBlade
- Firemen, the (Human Entertainment, 1994)
- Firepro Wrestling
- Fish! (Magnetic Scrolls, 1988)
- Fish Tycoon (Last Day of Work, 2005)
- First Battalion
- FlightGear
- Flight Unlimited
- Flimbo's Quest
- Flipper and Lopaka
- Flipull
- Flying Shark
- FooBillard
- Food Fight
- Forgiveness: The First Chapter
- Forgiveness: The Second Chapter
- Fort Apocalypse
- Fortnite
- Fountain of Dreams (EA, 1990)
- Frak!
- Freakin' Funky Fuzzballs
- FreeCell
- Freeciv
- FreeSpace : seria (1998, 1999)
- Freelancer
- Frequency
- Frogger
- From Russia with Love
- Frontier
- Front Line
- Fugitive Hunter
- Full Auto
- Full Spectrum Warrior (2004)
- Full Throttle (1995)
- Fury of the Furries
- Futurama
- Future Tactics: The Uprising
- Future Wars
- F-Zero : seria
  - F-Zero
  - F-Zero GX
  - F-Zero X
  - F-Zero: Maximum Velocity
  - FreekStyle (2002)

## G
- Gaea Fallen (Amaranth Games, 2000)
- Galactic
- Galactic Civilizations
- Galaga
- Galatea (2000)
- Galaxian
- Galaxy Trek
- Garfield: A Big Fat Hairy Deal
- Gary Grigsby's Pacific War
- Gateway to Apshai
- Gauntlet : seria
  - Gauntlet (Atari, 1985)
  - Gauntlet II (1986)
  - Gauntlet Legends (1998)
  - Gauntlet: Dark Legacy (2000)
- Geist
- Gemstone Warrior (1984)
- Gemstone Healer (1986)
- Geneforge (Spiderweb, 2002)
- Genghis Khan
- Genshin Impact
- Getaway, The
- Gettysburg
- Gex (serie de jocuri video)
- Ghost Recon : seria
  - Tom Clancy's Ghost Recon
  - Tom Clancy's Ghost Recon 2
  - Tom Clancy's Ghost Recon 2: Summit Strike
  - Tom Clancy's Ghost Recon: Advanced Warfighter
- Ghetto Pong
- Ghostbusters
- Ghosts 'n Goblins
- Ghouls 'n Ghosts : seria
- Giants
- Giraffe
- Gladiator
- Gladius
- Global Operations
- glTron
- Gnop!
- GNU Chess
- GNU Go
- Go! Go! Hypergrind
- Goblin Commander: Unleash The Horde
- Gobliiins : seria
  - Gobliiins
  - Gobliins 2
  - Goblins 3
- Gods
- Godzilla: Destroy All Monsters Melee
- Golden Axe
- Golden Sun : seria
  - Golden Sun
  - Golden Sun The Lost Age
- GoldenEye 007
- Golf (Atari, 1980)
- Golf (NES)
- Golf-e (e-Reader)
- Golgo 13: Top Secret Episode
- Goonies, the : seria (Konami, 1986)
- Gotcha Force
- Gothic (2001)
- Gothic II (2002)
- Gothic 3 (2006)
- Gothic 3: The Beginning (2008)
- Gradius : seria
  - Gradius Generation
- Gran Turismo : seria
- Granny's Garden
- Grand Prix 4
- Grand Prix Legends
- Grand Slam Bridge
- Grand Theft Auto (serie)
  - Grand Theft Auto
    - Grand Theft Auto: London, 1969
    - Grand Theft Auto: London, 1961

  - Grand Theft Auto 2
  - Grand Theft Auto III
    - Grand Theft Auto: Vice City
    - Grand Theft Auto: San Andreas
    - Grand Theft Auto: Advance
    - Grand Theft Auto: Liberty City Stories
    - Grand Theft Auto: Vice City Stories

  - Grand Theft Auto IV
  - Grand Theft Auto V
- Gravitar
- Great Giana Sisters
- Great Greed (Game Boy, 1992)
- The Great Wall Street Fortune Hunt (Magnavox, 1981)
- Grim Fandango
- Grooverider Slot Car Thunder
- Ground Control
  - Ground Control
  - Ground Control II: Operation Exodus
- Gruntz
- GT Advance Championship Racing

The Guild 2
- Guild Wars : seria
  - Guild Wars: Prophecies
  - Guild Wars: Factions
  - Guild Wars Nightfall
- Guilty Gear : seria
  - Guilty Gear (1998) PlayStation
  - Guilty Gear X seria si revizii
    - Guilty Gear X: By Your Side (2000) PC/GBA/Dreamcast/Playstation 1&2
    - Guilty Gear X 1.5 (2003) Arcade
    - Guilty Gear X Plus (2003) PlayStation 2
    - Guilty Gear: Advance edition (2002) Gameboy Advance

  - Guilty Gear XX seria si revizii
    - Guilty Gear XX: The Midnight Carnival (2002) PC/PlayStation 2
    - Guilty Gear XX #Reload (2003) PlayStation 2/Xbox/PC
    - Guilty Gear XX Slash (2005) PlayStation 2
    - Guilty Gear XX #Reload (2005) PSP
    - Guilty Gear XX Accent Core (2006) Arcade (2007) PS2/Nintendo Wii
- Gunfright
- Gungrave
- Gunmetal
- Gunroar
- Gunship
- Gunship 2000
- Gunstar Heroes
- The Guy Game
- Gyruss

## H
- .hack (Bandai, 2003)
- Hack
- Half-Life : seria
  - Half-Life
  - Half-Life: Opposing Force
  - Half-Life: Blue Shift
  - Half-Life: Decay
  - Half-Life: Source
  - Half-Life 2
  - Half-Life 2: Episode One
  - Half-Life 2: Episode Two
  - Half-Life 2: Episode Three
  - Half-Life 2: Lost Coast
- Halo : seria
  - Halo: Combat Evolved (2001)
  - Halo 2 (Nov. 2004)
  - Halo 3 (2007)
  - Halo Wars
  - Untitled Halo Project
- Hardball : seria
- Hard Hat Mack
- Hardwar
- Harlequin
- Harpoon (1989)
- Harvest Moon : seria
  - Harvest Moon (1997)
  - Harvest Moon: Frantic Farming (Nintendo DS, 2009)
  - Harvest Moon DS: Sunshine Islands (Nintendo DS, 2008)
- Head Over Heels
- Heart of Africa
- Heart of Darkness (Amazing Studio, 1998)
- Hearts of Iron
- Hearts of Iron II
- Heavy Gear : seria
- Heavy on the Magick
- Helbreath
- Hell: A Cyber Punk Thriller (Take 2 Interactive Software, 1994)
- Henry's house
- Heretic : seria
  - Heretic II
- H.E.R.O.
- HeXen
- HeXen II
- Heroes of Might and Magic : seria
- Heroes of Ruin (Nintendo 3DS, 2012)
- Hidden and Dangerous : seria
- High Command (Three-Sixty Pacific, 1992)
- High Heat Baseball : seria
  - High Heat Major League Baseball 2002
- High Octane
- Hired Guns
- History Channel's ShootOut! The Game
- Hitman : seria
- The Hobbit
- The Hobbit (Vivendi Game) (2003)
- Homeworld (2000)
  - Homeworld: Cataclysm
  - Homeworld 2
- Horace Series
- Horror of Rylvania, the (Adventions, 1993)
- Hostage
- Hostile Waters
- The House of the Dead
- The House of the Dead 2
- The House of the Dead III
- The House of the Dead 4
- Hovertank 3D
- Hugo's House of Horrors
- Human: Fall Flat (Nintendo Switch, 2017)
- Hunchback : seria (Ocean, 1983)
- Hunt
- Hunt for Red October
- Hunt the Wumpus (1972)
- HyperZone (SNES)